# Сартаков, Григорий Вячеславович
Григо́рий Вячесла́вович Сартаков (19 августа 1994, Павлодар, Казахстан) — казахстанский футболист, защитник.

## Клубная карьера
Воспитанник молодёжной команды павлодарского «Иртыша» (2004—2012).
Но футбольную карьеру начал в 2013 году в Первой лиге в составе клуба «Спартак» Семипалатинск, куда был отправлен в аренду. И выиграл с ним серебряные медали Первой лиги и путёвку в Премьер-лигу.
Сезоны 2014—2016 провёл уже в родном «Иртыше» и выиграл с ним бронзовые медали чемпионата Казахстана 2016. Но в удачном сезоне получил травму, готовясь к Кубку Содружества вместе с молодёжкой Казахстана, и выступил только в 15 матчах вместо 31 игры в сезоне 2015. И «Иртыш» решил расстаться с ним из-за накопившихся долгов, уступив его за 30 миллионов тенге костанайскому «Тоболу».
В январе 2017 года подписал двухлетний контракт с «Тоболом». Сразу вошёл в основу и провёл в чемпионате 30 игр и забил два гола. Однако в сезоне 2018 снова получил травму и сыграл только в трёх матчах, но «Тобол» стал бронзовым призёром.
В начале 2019 года Сартаков по окончании контракта покинул «Тобол», чтобы отправиться на операцию, которая затем потребовала длительной реабилитации.

## Карьера в сборной
22 марта 2017 года дебютировал за сборную Казахстана в Ларнаке. Его выпустил на поле на последней минуте проигранного Кипру (1:3) товарищеского матча тогдашний российский тренер сборной Казахстана Александр Бородюк.

## Достижения
«Спартак» Семей
- Серебряный призёр Первой лиги Казахстана: 2013

«Иртыш» Павлодар
- Бронзовый призёр чемпионата Казахстана: 2016

«Тобол» Костанай
- Бронзовый призёр чемпионата Казахстана: 2018